# Дубрава (Рогачёвский район)
Дубрава (бел. Дубрава) — деревня в Гадиловичском сельсовете Рогачёвского района Гомельской области Беларуси.

## География

### Расположение
В 14 км на юго-восток от районного центра и железнодорожной станции Рогачёв (на линии Могилёв — Жлобин), 115 км от Гомеля.

### Гидрография
На юге и западе мелиоративные каналы.

## Транспортная сеть
Транспортные связи по просёлочной, затем автомобильной дороге Рогачёв — Довск. Планировка состоит из прямолинейной улицы, ориентированной с юго-востока на северо-запад. Застройка деревянная, двусторонняя, неплотная, усадебного типа.

## История
По письменным источникам известна с XIX века как селение в Луковской волости Рогачёвского уезда Могилёвской губернии. В 1909 году околица, 423 десятины земли. В 1931 году жители вступили в колхоз. Во время Великой Отечественной войны в Буднянском лесу (в 0,5 км от деревни) 14 августа 1941 года прошло первое заседание Рогачёвского подпольного райкома КП(б)Б и было принято решение о создании партизанского отряда. В декабре 1943 года оккупанты убили 5 жителей и сожгли деревню. 14 жителей погибли на фронте. Согласно переписи 1959 года в составе колхоза «Советская Беларусь» (центр — деревня Гадиловичи). В 1966 году к деревне присоединён посёлок Шишов.

## Население

### Численность
- 2004 год — 24 хозяйства, 40 жителей.

### Динамика
- 1909 год — 20 дворов, 140 жителей.
- 1940 год — 41 двор, 220 жителей.
- 1959 год — 131 житель (согласно переписи).
- 2004 год — 24 хозяйства, 40 жителей.